# Chronologie de Nantes
La chronologie de Nantes dresse une liste de dates marquantes de l'histoire de Nantes, en France.

## Antiquité
- vers 280 : Clair, premier évêque de Nantes.
- vers 290 : martyrs de deux frères chrétiens, Donatien et Rogatien.
- 374 : Eumélius, Eumalius ou Evhémère Ier, évêque de Nantes, participe au concile de Valence.

## Moyen Âge
- 549 à 582 : Félix est évêque de Nantes.
- vers 770 : Roland, comte de la marche de Bretagne, dont Nantes fait partie, défend la « frontière » franque contre les Bretons.
- 24 juin 843 : les vikings pillent la ville, tuant l'évêque Gohard.
- 851 : Nantes devient bretonne ; après la victoire du roi Erispoë sur les Francs à Jengland, le 22 août, le traité d'Angers officialise l'intégration de Nantes dans le royaume de Bretagne.
- 919 : une armada viking, composée de Danois, prennent la ville et s'en serve de base pour des raids vers Angers, Tours et Orléans.
- 937 : Alain Barbetorte libère la ville de l'occupation des vikings.
- 939 : Alain Barbetorte chasse les vikings de la région après sa victoire lors de la bataille de Trans.
- 942 : naissance du duché de Bretagne.
- 21 novembre 1341 : prise de Nantes par Charles de Blois dans son opposition à Jean de Montfort lors de la Guerre de succession de Bretagne.
- 14 avril 1434 : début de la construction de l'actuelle cathédrale.
- 26 octobre 1440 : exécution de Gilles de Rais sur l'île de Grande Biesse.
- 4 avril 1460 : fondation de l'université de Bretagne, qui siège alors à Nantes, par Bertrand Milon, sur une initiative du duc François II de Bretagne.
- 1466 : François II, sur la base d'une ancienne fortification, fait construire sa nouvelle résidence ducale, le château de la ville, qui devient sa capitale.
- 19 juillet 1485 : exécution par pendaison de Pierre Landais, principal conseiller du duc François II.
- 1488 : Anne de Bretagne, fille de François II, lui succède, et fait poursuivre les travaux du château.

## De la Renaissance à la Révolution française
- 1493 : Les Lunettes des Princes est le premier ouvrage imprimé dans la ville, par Étienne Larcher, dans une maison de la rue des Carmes.
- 1532 : symboliquement, le château des ducs de Bretagne devient propriété du roi de France après l'accord d'union de la Bretagne à la France.
- du 11 au 15 octobre 1565 : visite royale à l'occasion du Grand tour de France de Charles IX.
- 1589 : le duc de Mercœur, gouverneur de Bretagne à partir de 1582 et destitué par Henri IV, refuse l'autorité du roi et prend la tête de la Ligue bretonne, dans le cadre des guerres de Religion ; il fortifie Nantes, sa capitale.
- 20 mars 1598 : le duc de Mercœur se soumet à Henri IV.
- 30 avril 1598 : signature de l'édit de Nantes.
- 16 août 1626 : exécution de Henri de Talleyrand-Périgord, un des auteurs de la conspiration de Chalais contre Richelieu et Louis XIII.
- juin 1641 : la municipalité nantaise décide de la création d'une bourse de commerce, logée dans un palais[1].
- 5 septembre 1661 : arrestation de Nicolas Fouquet par D'Artagnan, sur ordre de Louis XIV, devant la cathédrale.
- 1707 : armement par la famille Montaudouin de L'Hercule, sans doute le premier navire inaugurant la traite négrière à Nantes.
- 1723 : lancement du projet de lotissement de l'île Feydeau.
- 1740 : premier immeuble construit sur l'île Feydeau, la maison Charron.
- 1757 : premier périodique nantais : Les Affiches, publié par Jean-Mathurin Vatar, « imprimeur du Roi »[2].
- 1760 : Jean-Baptiste Ceineray devient architecte-voyer de la ville.
- 1775 : environ mille Acadiens, déportés après la guerre de Sept Ans, arrivent à Nantes.
- 3 octobre 1777 : Charles Mangin installe son fils, Louis-Victor Mangin, à la tête de la « petite poste », première entreprise nantaise de portage de courrier à domicile[2].
- 1780 : Mathurin Crucy devient architecte-voyer de la ville.
- 1782 : mise en service du nouveau bâtiment de la chambre des comptes de Bretagne, sur des plans de Ceineray.
- 14 juin 1784 : premier vol habité en aérostat effectué à Nantes (le neuvième en France) : le père Mouhet, un oratorien professeur de physique est accompagné de Pierre Coustard de Massi, depuis le jardin de « l'hôpital des enfants trouvés », dans la rue des Orphelins (devenue rue Gaston-Turpin)[3].
- 23 mars 1788 : inauguration du théâtre Graslin.

## Période révolutionnaire et Empire
- 19 juillet 1789 : des patriotes menés par Pierre Coustard s'emparent du château de Nantes.
- 4 mars 1790 : Nantes héberge le conseil général et la préfecture du département dont elle est dès lors le chef-lieu, la Loire-Inférieure.
- 1er juillet 1790 : début des travaux du palais de la Bourse.
- 1791 : inauguration du « cours de la République », baptisé plus tard cours Cambronne.
- 29 juin 1793 : bataille de Nantes.
- Septembre 1793 : début du mandat de Jean-Baptiste Carrier pendant la Terreur.
- 17 novembre 1793 : premières exécutions par noyade en Loire dans le port de Nantes, épisode connu sous le nom de « noyades de Nantes ».
- Février 1794 : fin du mandat de Carrier.
- 22 septembre 1794 : fusion des Affiches de Louis-Mathurin Vatar et de la Feuille maritime de Louis-Victor Mangin, pour donner naissance à la Feuille nantaise[4].
- 1794 : fin des travaux d'aménagement de la place Royale.
- 29 mai 1796 : exécution de François Athanase Charette de La Contrie, plus communément appelé « Charette », dirigeant emblématique de l'Armée catholique et royale du Bas-Poitou et du Pays de Retz lors de la Guerre de Vendée.
- 24 août 1796 : le théâtre Graslin est très endommagé par un incendie.
- 25 mai 1800 : explosion accidentelle d'une réserve de munition dans le château, qui provoque de nombreuses morts et, pour l'édifice, la destruction de la tour des Espagnols et d'une chapelle.
- 26 février 1806 : un arrêté préfectoral définit les limites du nouveau jardin des plantes de Nantes.
- 1er avril 1808 : ouverture aux élèves du lycée de Nantes ; l'inauguration officielle a lieu le 1er mai.
- 9 et 10 août 1808 : visite de l'empereur Napoléon Ier.
- 1811 : achèvement du palais de la Bourse.
- 6 mars 1813 : début des travaux de la partie nantaise du canal de Nantes à Brest.
- 18 avril 1813 : inauguration du théâtre Graslin restauré.

## XIXesiècle

### Restauration
- 4 août 1819 : Louis-Victor Mangin et son fils Charles-Victor publient le premier numéro du quotidien L'Ami de la Charte[4].
- 1824 : production industrielle de conserve par appertisation réalisée par Pierre-Joseph Colin.
- 1826 : premier service de transports en commun, l'omnibus de Stanislas Baudry.
- 8 février 1828 : naissance de Jules Verne, au no 4 de la rue Olivier-de-Clisson.
- 1er avril 1830 : inauguration du premier musée des beaux-arts de Nantes, situé dans la halle aux Toiles, rue de Feltre.
- 30 juillet 1830 : en écho aux Trois Glorieuses, une manifestation a lieu place Louis-XVI ; une fusillade y fait 16 morts.
- 8 novembre 1832 : arrestation de la duchesse de Berry, épilogue de la Guerre de Vendée et Chouannerie de 1832.
- 16 juin 1833 : mise en service de la première ligne de télégraphe de Chappe installée à Nantes[5].
- 3 juillet 1834 : mise en service du passage Pommeraye.
- 10 octobre 1837 : L'L'Ami de la Charte est rebaptisé National de l'Ouest[4].
- 1843 : démolition du château du Bouffay, seule sa tour à beffroi est conservée.
- 1844 : pose de la première pierre de la basilique Saint-Nicolas.
- 17 décembre 1845 : Franz Liszt donne un concert au théâtre Graslin
- 1846 : création de l'entreprise Lefèvre-Utile (LU).
- 1848 : la tour du Bouffay est démolie, son beffroi est transféré sur l'église Sainte-Croix.
- 21 août 1851 inauguration de la première ligne de chemin de fer desservant Nantes, la ligne d'Angers à Nantes.
- 24 décembre 1851 : En raison de l'opposition des Mangin au coup d'État de Napoléon III, la parution du National de l'Ouest est suspendue par le gouvernement[4].

### Second Empire
- 1852 : première parution du Phare de la Loire.
- 2 mars 1852 : inauguration du palais de justice
- novembre 1853 : inauguration de la gare d'Orléans.
- 1858 :
  - inauguration du canal de Nantes à Brest ;
  - inauguration de l'église Notre-Dame-de-Bon-Port.
- 1864 : inauguration de la manufacture des tabacs.
- 16 mars 1865  : inauguration de la fontaine de la place Royale.
- 1867 : percement de la rue de Strasbourg.
- 14 mars 1868 : inauguration du théâtre de la Renaissance.
- 1869 : bénédiction de la basilique Saint-Nicolas.

### IIIeRépublique
- 12 septembre 1873 : pose de la première pierre de la basilique Saint-Donatien-et-Saint-Rogatien.
- 25 et 26 août 1874 : visite du Président, le maréchal Patrice de Mac Mahon.
- 1875 : découverte de la bertrandite par Charles Baret, pharmacien, dans le quartier du Petit-Port[6].
- 1879 : inauguration d'un service de tramway.
- 1880 : Sarah Bernhardt se produit au théâtre de la Renaissance. Elle y revient en 1895.
- 25 décembre 1891 : inauguration de la cathédrale Saint-Pierre-et-Saint-Paul, après 457 années de travaux.
- 29 avril 1893 : Jean Jaurès tient un meeting rassemblant 2 000 personnes au théâtre de la Renaissance.
- 1er avril 1895 : inauguration de la brasserie La Cigale.
- 1896 : création de la Biscuiterie nantaise[7].
- 21 avril 1897 : visite du Président, Félix Faure.
- 1900 : inauguration du nouveau musée des beaux-arts.

## XXesiècle
- 1901 : fin de la construction de la basilique Saint-Donatien-et-Saint-Rogatien.
- 1er novembre 1903 : inauguration et mise en service du pont transbordeur.
- 1904 : crue de la Loire, inondations à Nantes.
- 27 novembre 1906 : manifestation devant la cathédrale pour empêcher l'inventaire des biens de l'Église, dans le cadre de l'application de la loi de séparation des Églises et de l'État.
- 3 avril 1908 : une loi est votée pour accomplir l'annexion des communes de Chantenay-sur-Loire et Doulon à celle de Nantes.
- 1910 : crue de la Loire, inondations particulièrement importantes à Nantes.
- 19 décembre 1912 : incendie du théâtre de la Renaissance, entièrement brulé, et qui ne sera pas reconstruit.
- 1917 : création de la société de construction de locomotives Batignolles-Châtillon, route de Paris.
- 6 janvier 1919 : mort de Jacques Vaché à l'hôtel de France, place Graslin.
- 26 mai 1924 : effondrement du pont de Pirmil.
- 1926 : début des comblements de Nantes.
- 11 novembre 1927 : début de l'affaire de La Délivrance.
- 3, 4 et 5 avril 1930 : visite du Président, Gaston Doumergue.
- 1931 : inauguration du nouveau magasin Decré, qui figure alors parmi les plus modernes d'Europe.

### Seconde Guerre mondiale
- 18 juin 1940 : les troupes allemandes prennent possession de la ville.
- 20 janvier 1941 : arrestation du résistant Honoré d'Estienne d'Orves.
- 20 octobre 1941 : exécution du gouverneur allemand de Nantes, Karl Hotz, par trois résistants.
- 22 octobre 1941 : 48 personnes sont fusillées en représailles, dont 16 au champ de tir du Bêle
- 16 et 23 septembre 1943 : deux vagues de bombardements font presque 1 500 morts et plus de 2 500 blessés.
- 12 août 1944 : les troupes américaines entrent dans la ville, fin de l'occupation allemande de la ville
- 13 août 1944 : dernière parution du Phare de la Loire, dont les dirigeants sont accusés d'avoir soutenu la collaboration.
- 17 août 1944 : première parution de La Résistance de l'Ouest, nouveau nom du Phare de la Loire, après remaniement de la direction.
- 29 août 1944 : libération de la rive sud de la Loire.
- 14 janvier 1945 : visite de Charles de Gaulle, au cours de laquelle il remet à la ville la Croix de la Libération qu'il lui a décerné le 11 novembre 1941.

### De 1945 à la fin duXXesiècle
- 1946 : fin des comblements de Nantes. Après la loi Marthe Richard du 13 avril 1946, fermeture des maisons closes de la rue d'Ancin, des Trois-Matelots et des Marins.
- 22 mai 1949 : visite du Président, Vincent Auriol.
- 1953 : ouverture partielle du magasin Decré, l'ancien ayant été détruit lors des bombardements de 1943.
- 1er janvier 1955 : mise hors service du pont transbordeur.
- 18 août 1955 : lockout des chantiers navals nantais, dans le cadre de négociations sur les salaires.
- 19 août 1955 : mort d'un ouvrier, Jean Rigollet, au cours d'une manifestation consécutive au lockout.
- 5 octobre 1955 : fin du conflit social des chantiers navals.
- 25 janvier 1958 : mise hors service de l'ancien réseau de tramway.
- 1958 : démontage et mise à la ferraille du pont transbordeur.
- 1960 : La Résistance de l'Ouest, anciennement Phare de la Loire, devient Presse-Océan.
- du 7 au 17 juin 1960 : Jacques Demy tourne des scènes de Lola à Nantes.
- 10 septembre 1960 : visite de Charles de Gaulle.
- 1er décembre 1962 : entrée en vigueur du décret de création de l'université de Nantes.
- 1964 : la préfecture de région des Pays de la Loire, créés en 1956, est établie à Nantes.
- 1965 : le FC Nantes remporte son premier championnat de France de football.
- 29 janvier 1972 : incendie de la cathédrale.
- 1974 : fermeture de la manufacture des tabacs.
- 18 novembre 1976 : inauguration de la tour Bretagne.
- mai 1982 : Jacques Demy tourne des scènes d'Une chambre en ville à Nantes.
- 8 mai 1984 : inauguration du stade de la Beaujoire.
- 7 janvier 1985 : inauguration de la première ligne de tramway moderne.
- 1986 : fermeture de la biscuiterie LU.
- 1987 : fermeture des chantiers Dubigeon.
- 1989 : installation du Royal de Luxe à Nantes.
- 1990 : première édition du festival « les Allumées », consacrée à Barcelone[8].
- 27 avril 1991 : inauguration du pont de Cheviré.
- 7 septembre 1992 : inauguration de la seconde ligne de tramway.
- 25 janvier 1994 : visite du Président, François Mitterrand.
- juin 2000 : ouverture du nouveau palais de justice.
- 28 août 2000 : inauguration de la troisième ligne de tramway.

## XXIesiècle
- 2005 : Presse-Océan est racheté par le Groupe SIPA - Ouest-France.
- 2006 : inauguration de la première ligne de Busway.
- 21 avril 2011 : début de l'affaire Dupont de Ligonnès.
- 25 mars 2012 : inauguration du mémorial de l'abolition de l'esclavage.
- 15 juin 2015 : incendie de la toiture de la basilique Saint-Donatien-et-Saint-Rogatien.